# 八橋町
八橋町（やばせちょう）は、鳥取県東伯郡にあった町。現在の東伯郡琴浦町の一部にあたる。

## 地理
日本海に注ぐ八橋川の河口付近に位置していた。

## 歴史
- 1889年（明治22年）10月1日、町村制の施行により、八橋郡八橋村、笠見村、田越村、徳万村、保村、丸尾村が合併して村制施行し、八橋村が発足[1][2]。旧村名を継承した八橋、笠見、田越、徳万、保、丸尾の6大字を編成[2]。
- 1896年（明治29年）
  - 4月1日、郡の統合により東伯郡に所属[2]。
  - 同年、倉吉警察署八橋分署が設立され、同年、八橋警察署（現琴浦大山警察署）となる[2]。
- 1899年（明治32年）5月17日、町制施行し八橋町となる[2]。
- 1918年（大正7年）洗川の氾濫で大きな被害を受けた[2]。
- 1954年（昭和29年）2月1日、東伯郡浦安町、下郷村、上郷村、古布庄村と合併し東伯町を新設して廃止された[1][2]。合併後、東伯町大字八橋・笠見・田越・徳万・保・丸尾となる[2]。

### 地名の由来
次の諸説あり。
1. 古歌に「八ツ橋」とあるところから。
2. 高姫神伝説の「八蛇橋」にちなむ。

## 産業
- 農業[2]

## 教育
- 八橋小学校